# Cinnamomum curvifolium
Cinnamomum curvifolium (Lam.) Nees – gatunek rośliny z rodziny wawrzynowatych (Lauraceae Juss.). Występuje naturalnie w Nepalu, północnych Indiach oraz południowych Chinach (w zachodnim Hunanie, Hubei, wschodnim Syczuanie, północno-wschodnim Junnanie, Kuejczou, Guangdong i Jiangxi oraz w regionie autonomicznym Kuangsi). 

## Morfologia
PokrójZimozielone drzewo dorastające do 14 m wysokości. Kora ma brązowożóławą barwę. Gałęzie są nagie.
LiścieNaprzemianległe. Mają kształt od owalnego do owalnie lancetowatego. Mierzą 6,5–10,5 cm długości oraz 2,5–5 cm szerokości. Są nagie. Nasada liścia jest klinowa. Blaszka liściowa jest o krótko spiczastym wierzchołku. Ogonek liściowy jest nagi i dorasta do 12 mm długości.
KwiatySą niepozorne, obupłciowe, zebrane po 3–7 w wiechy o szarawych i owłosionych osiach, rozwijają się w kątach pędów. Kwiatostany dorastają do 3–5 cm długości, podczas gdy pojedyncze kwiaty mają długość 4–5 mm. Są owłosione i mają białożółtawą barwę.
OwoceMają elipsoidalny kształt, osiągają 11 mm długości i 5 mm szerokości, mają czarnopurpurową barwę.

## Biologia i ekologia
Rośnie w widnych lasach oraz zaroślach. Występuje na wysokości od 100 do 1300 m n.p.m. Kwitnie od marca do sierpnia, natomiast owoce dojrzewają od września do października.